# Arminda lancerottensis
Arminda lancerottensis är en insektsart som beskrevs av Holzapfel 1972. Arminda lancerottensis ingår i släktet Arminda och familjen gräshoppor. IUCN kategoriserar arten globalt som livskraftig. Inga underarter finns listade i Catalogue of Life.